# Oroszlán-barlang
Az Oroszlán-barlang a Kecske-hegy oldalában, Budapest II. kerületében, a Duna–Ipoly Nemzeti Park területén található egyik védett barlang.

## Leírás
Megközelíthető az Országos Kéktúra kék sáv jelzésű turistaútján – ennek a szakasznak a neve Glück Frigyes út. Az Oroszlán-szikla felett, attól északkeleti irányban (az Oroszlán-sziklától balra kell elindulni a hegyoldalon fel), a sziklás, meredek hegyoldal felső részén, egy 3 méteres sziklafal aljában nyílik. A Kecske-hegy csúcsától északnyugatra, körülbelül 100 méterre található. A közelében, alatta van az Oroszlán-szikla Északi-ürege.
A bejárata egy 10 méterre lévő sziklatoronyra néz, körülbelül 1 m²-es, vízszintes tengelyirányú, félkör alakú és mesterségesen lett kitágítva. Triász időszaki dolomitban alakult ki. A hossza 11 méter és a vertikális kiterjedése 4,7 méter. Krekács Károly leírása alapján a barlang (ami akkor 8 méter hosszú volt) enyhén lejt és a végén összeszűkül, ahol egy észak-déli irányú, T alakú elágazás van. Az északi járat végénél egy mélységbe vezető szűk járat látható. A barlangjáró alapfelszereléssel járható barlang megtekintéséhez engedély szükséges. Időnként hajléktalanok laknak benne.
A Kecske-hegyen található négy barlang közül az egyik, a másik három a Kecske-hegyi-hasadék, a Lehelős-lyuk és az Oroszlán-szikla Északi-ürege.
Előfordul a barlang az irodalmában Kecske-hegyi-barlang (Kraus 2004), Oroszlán-hasadék-barlang (MKBT Műsorfüzet 1986), Oroszlán-kői-barlang (Krekács 1989) és Oroszlán-szikla fölötti barlang (Kraus 2004) neveken is. Az Oroszlán-barlang nevet Krekács Károly 1985-ben adta a barlangnak.

## Kutatástörténet
Kraus Sándor valószínűleg ezt a barlangot említette meg 1983-ban készített kutatási zárójelentésében. A kéziratban, néhány szóban ismertetve lett az Oroszlán-szikla feletti hegyoldal egyik kis ürege. Az üreg évekkel azelőtt, 2–3 m hosszúságig belátható volt, de utána sokáig nem sikerült megtalálnia. Az 1984-ben kiadott, Magyarország barlangjai című könyv országos barlanglistájában nem szerepel a barlang. Krekács Károly 1985-ben ismertette a barlangot. Ő talált rá először, 1960 nyarán a barlangra. Az üreg akkor csak egy omladékkal lazán kitöltött rókavár bejárata volt. Tehát régen az itteni rókakotorékok egyike volt.
Évek alatt fokozatosan feltárta és kibontotta a barlangot. A szűkület utáni szakaszt 1984 telén, kotorékebbel vizsgáltatták át. Ennek a kísérletnek eredményeként arra következtettek, hogy hosszú járat vár még feltárásra. Az emberek számára a továbbjutás azonban csak járattágítás után lehetséges. Krekács Károly 1985-ben elkészítette az Oroszlán-barlang alaprajz térképvázlatát, hosszmetszet térképvázlatát és négy keresztmetszet térképvázlatát. Ekkor egy helyszínrajzon bejelölte a barlang helyét, megrajzolta a barlangbejárat látképi vázlatrajzát, valamint elkészítette a barlang és a barlangfeltárás fénykép-dokumentációját. Az USE Pannónia Barlangkutató Csoportnak volt 1986. július 15-én kutatási engedélye az Oroszlán-hasadék-barlang kutatásához. Krekács Károly 1989-ben elkészítette a barlang alaprajz térképvázlatát és színes fényképekből álló fénykép-dokumentációját. A Student Speleoalpin Group 1989. évi csoportjelentésében található egy beszámoló a barlangról és annak kutatásáról.
Az USE Pannónia Barlangkutató Csoportnak volt 1990-ben kutatási engedélye a barlang kutatásához. Az 1993-ban kiadott Budapest lexikon szerint a Hármashatár-hegy csoport egyik legmagasabban fekvő barlangja az Oroszlán-barlang. Kraus Sándor a 2004. évi beszámolójában megemlítette az üreget. Kovács Jenő és Kovács Richárd (az Ariadne Karszt- és Barlangkutató Egyesület tagjai) 2005. március 23-án elkészítették az Oroszlán-barlang (Budapest II. kerület, barlangkataszteri egység: 4762) alaprajz térképét és két keresztszelvény térképét. A barlangot Kovács Jenő mérte fel, majd Kovács Richárd (a felmérés adatainak felhasználásával) megszerkesztette a térképeket. Az alaprajz térképen megfigyelhető a két keresztszelvény elhelyezkedése a barlangban. Az alaprajz térkép használatához, a térképlapon jelölve van az É-i irány. A barlang a felmérés szerint 11 m hosszú, 3,7 m mély és 1 m magas.